# 유정 30년
유정 30년은 한국에서 제작된 윤정수 감독의 1972년 영화이다. 박노식 등이 주연으로 출연하였고 서종호 등이 제작에 참여하였다.

## 배역
- 박노식
- 윤정희